# Trnucha modroskvrnná

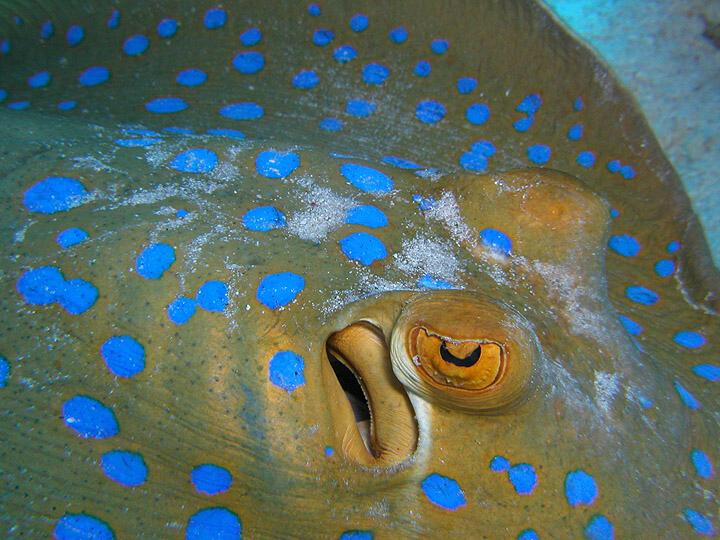
Detail hlavy a oka s dobře viditelnými modrými skvrnami

Trnucha modroskvrnná (Taeniura lymma Forsskål, 1775) je druh mořské paryby z čeledi trnuchovitých patřící mezi rejnoky. Obvykle dorůstá velikosti okolo 70 cm s průměrnou hmotností okolo 30 kg. Trnucha je mořský predátor, který se nachází na druhotném stupni potravního řetězce. Většinu času tráví zahrabána v písku či schována ve skalních puklinách, kde se ukrývá před predátory.
Na svoji obranu je vybavena jedovatým ostnem, který je schopna v případě ohrožení zabodnout do oběti a vypustit do ní jed. Ten člověku může způsobit bolestivé zranění. V současnosti se jedná o druh, který není soustavně loven a je využíván pouze jako dekorační ryba v akváriích.

## Popis

### Vnější popis
Trnucha modroskvrnná může dorůstat velikosti okolo 70 cm, ale některé zdroje uvádějí velikost 1,5 až 2 m (pravděpodobně se jedná o nepodložená pozorování) s průměrnou hmotností okolo 30 kg. U druhu nebyl pozorován pohlavní dimorfismus, samec i samice mají podobnou velikost.
Tělo má oválný tvar s široce zaoblenými vnějšími rohy. Je tvořeno oválným diskem, který je veliký od 25 až po 95 cm a je zakončené dlouhým ocasem s jedním středně dlouhým jedovým ostnem. V případě ohrožení je trnucha schopna zabodnout osten do oběti, vypustit jed a následně část ostnu v oběti zanechat. Po čase se osten zase obnoví. Pokud je ocas nepoškozen, nachází se na spodní straně ocasu široká ocasní rýha, která se táhne až ke špičce ocasu. Na vrcholku hřbetní strany je umístěna dvojice očí, v jejichž blízkosti se nachází velké průduchy. Tlama se nalézá na břišní straně těla.
Charakteristickým znamením pro trnuchu je její zbarvení. Hřbetní strana těla má zelenohnědou, žlutou až olivově zelenou barvu, která je nepravidelně poseta výraznými modrými skvrnami. Ty se v oblasti ocasu přeměňují v modré pruhy. Břišní strana je bílá.

### Vnitřní popis
Kostra trnuchy je zcela tvořena chrupavčitou kostrou, která neobsahuje jedinou pevnou kost.

### Chování

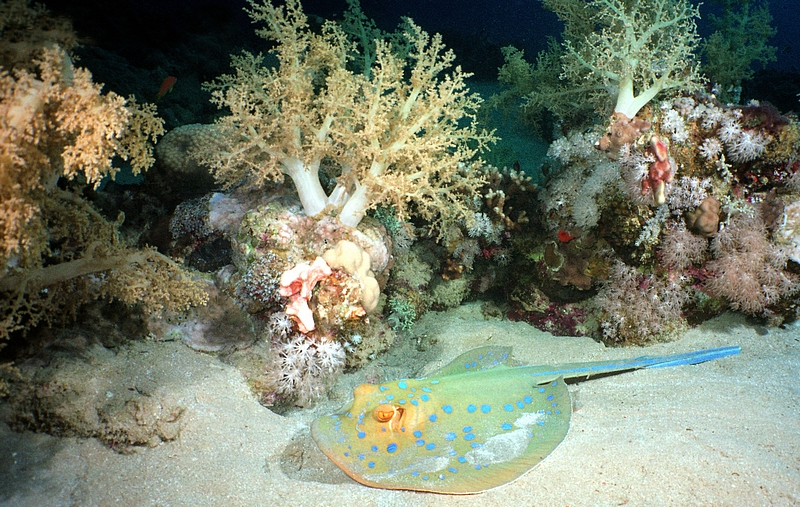
Trnucha modroskvrnná

Jedná se o velmi plachý druh, který se zahrabává do měkkého podloží, čímž se maskuje. Nad povrch vyčnívá pouze část hlavy s očima, kterými je schopna pozorovat okolí. Pokud je takto zahrabána v písku či bahně, může se stát, že na ni šlápne člověk. Kontakt s trnuchou mu tak může způsobit bolestivé zranění. V tomto případě se doporučuje rychle vytáhnout osten a ponořit poraněné místo do teplé vody, aby se minimalizovalo působení jedu.
Trnucha modroskvrnná se vyskytuje často osamoceně, ale také v malých skupinkách v mělkých vodách, kde se většinou skrývá na mořském dně. K plavbě se často odhodlávají, pokud jsou ve svém ukrytu vyrušení např. potápěči. Ke komunikaci s ostatními jedinci svého druhu využívá elektroreceptory, které jsou schopné zaznamenávat drobné elektrické výboje ve vodě emitované dalšími jedinci.

## Rozšíření

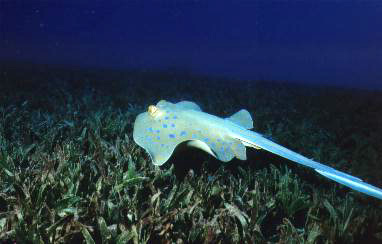
Plavoucí trnucha

Trnucha modroskvrnná se vyskytuje v oblastech tropických vod v oblasti Indického a Tichého oceánu od oblastí Rudého moře, v pobřežních vodách východní Afriky, v okolí Šalomounových ostrovů až po oblast jižního Japonska na severní hranici jejího rozšíření a na jižní po pobřeží severní Austrálie.
Obývá převážně mělké vody kontinentálního šelfu s písčitým či bahnitým dnem, kde si vyhledává potravu či oblasti s korály a kamenitým dnem, kde vyhledává v době odpočinku úkryt před predátory. Maximální hloubka, ve které byla pozorována, dosahovala 25 m.

## Potrava
Rejnok vyhledává drobné živočichy žijící na mořském dně, jako jsou například měkkýši, červi, krevety, krabi či malé rybky. V době přílivu se vydává ve skupinkách blíže k pobřeží, kde v písčitém dně vyhledává potenciální kořist. V době odlivu se pak samostatně vydává ke korálovým útesům. V nich vyhledává skrýš.
Trnucha se během pojídání potravy dostane nad kořist a tlakem přitlačí kořist k podloží, následně ji nasává do tlamy. K lokalizaci kořisti využívá elektroreceptory, které jsou schopné zachytit elektrické pole vyvolávané kořistí okolo sebe.
Vyjma člověka je znám jediný predátor, který trnuchu loví, jedná se o žraloky.

## Rozmnožování

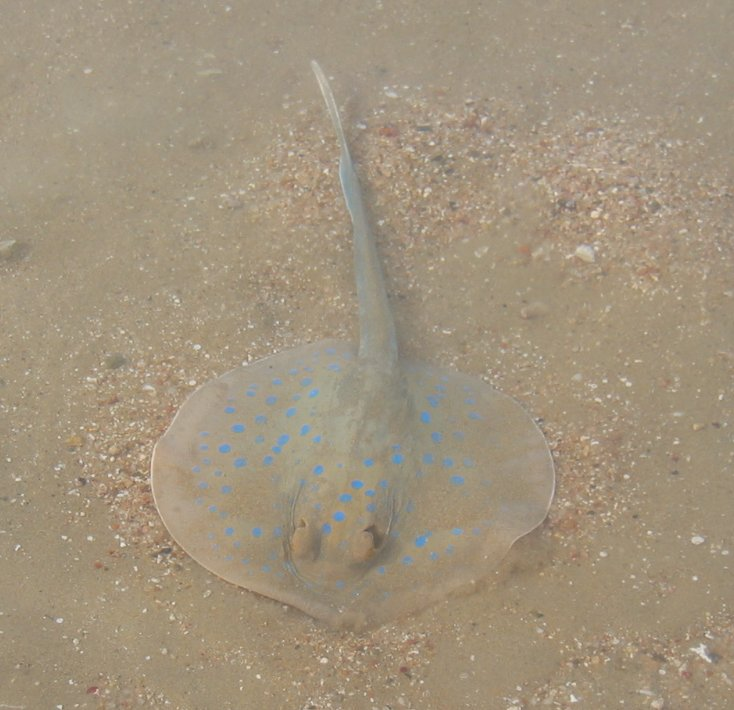
Trnucha částečně zahrabána v písku

Během dvoření často samec sleduje samici. Přibližuje se svým citlivým čenichem k její kloace, ze které samice vydává specifické chemické stopy značící, že je připravena na páření. Samec následně začne okusovat či hryzat do disku samice, až se zakousne, což mu během páření umožňuje přidržovat se u samice. Rozmnožování zpravidla probíhá v pozdních částech jara či začátkem léta.
Trnucha modroskvrnná se řadí mezi živorodé. Po oplození v sobě chová po dobu 4,5 měsíců až 1 roku zárodky až do doby, kdy jsou schopné přežít v okolním prostředí. V jednom vrhu je schopna porodit 3 až 7 mláďat o velikosti kolem 9 cm. Během narození je osten zatím měkký a ohebný, čímž se minimalizuje možnost poranit matku během porodu. Po narození jsou mláďata šedá až nahnědlá s malými černými, červenými a bílými skvrnami, které jsou unikátní pro každého jedince.
Vzhledem k tomu, že samice porodí pouze malý počet mláďat za dlouhou dobu, je tento druh velmi náchylný k náhlým změnám v populaci. Vlivem ekologické katastrofy či nadměrného rybolovu může snadno dojít k narušení jeho populace a rychlému vyhubení druhu.

## Hospodářský význam
V oblasti Austrálie je trnucha často lovena pro maso. Trnucha je častým obyvatelem akvárií, kde je ceněna pro svoji mírnou povahu. Pro úspěšné chování má ale vysoké nároky a vyžaduje značné zkušenosti. V současnosti je pro tento druh největší hrozbou náhodný rybolov a ničení korálových útesů.